# Graduate Record Examination
O Graduate Record Examination ou GRE é um teste feito no computador e cuja nota é utilizada como critério de admissão em diversos programas de mestrado e doutorado dos Estados Unidos e em alguns programas europeus. 
O teste foi criado e é administrado pela Educational Testing Service (ou ETS, também responsável pelo TOEFL) e é similar em conteúdo e formato ao SAT.

## Formato
O GRE, ao contrário do SAT, é um teste feito no computador e é um "computer adaptative" teste, ou seja, apesar de o número de questões de cada seção ser fixo, a dificuldade vai aumentando à medida que o candidato acerta as questões.
Assim, a primeira questão de cada seção é uma questão de nível médio (com índice de acerto semelhante a 50%). A questão precisa ser respondida para que o computador decida qual será a próxima: se o candidato acertar, a próxima questão será uma questão de dificuldade superior à primeira, mas se não acertar, a próxima questão será mais fácil. 
O teste geral contém as seções verbal, quantitativa e de redação. Há também outros oito tipos de testes, os "subject tests", específicos para determinadas áreas (por exemplo, um GRE para Química).

## Nota
O teste geral consiste de 3 seções (além de uma seção experimental que não é incluída na nota final). As seções de múltipla escolha têm nota que varia de 200 a 800, sendo que os pontos variam de 10 em 10 (ou seja, é impossível ter uma nota como 409 ou 615) e a redação tem nota de 0 a 6, com pontos variando de meia em meia unidade (ou seja, é possível tirar 4,5, mas não 4,3).
| Percentual de candidatos que NÃO atingiram determinada nota |              |        |      |              |        |      |              |        |
| Nota                                                        | Seção        | Seção  | Nota | Seção        | Seção  | Nota | Seção        | Seção  |
| Nota                                                        | Quantitativa | Verbal | Nota | Quantitativa | Verbal | Nota | Quantitativa | Verbal |
| 800                                                         | 95           | 99     | 590  | 47           | 83     | 390  | 8            | 22     |
| 790                                                         | 93           | 99     | 580  | 45           | 81     | 380  | 7            | 19     |
| 780                                                         | 91           | 99     | 570  | 43           | 78     | 370  | 6            | 17     |
| 770                                                         | 88           | 99     | 560  | 40           | 75     | 360  | 5            | 14     |
| 760                                                         | 86           | 99     | 550  | 38           | 72     | 350  | 4            | 12     |
| 750                                                         | 84           | 99     | 540  | 35           | 69     | 340  | 4            | 10     |
| 740                                                         | 82           | 99     | 530  | 33           | 66     | 330  | 3            | 8      |
| 730                                                         | 80           | 99     | 520  | 31           | 64     | 320  | 3            | 6      |
| 720                                                         | 78           | 98     | 510  | 29           | 61     | 310  | 2            | 4      |
| 710                                                         | 75           | 98     | 500  | 26           | 57     | 300  | 2            | 3      |